# هيجيان
هيجيان (بالصينية: 河间) هي مدينة من مدن الصين. يبلغ عدد سكانها 77,0000 نسمة. يبلغ ارتفاع المدينة عن سطح البحر قرابة 14 متر. تبلغ مساحتها 1,333 كم².

## وصلات خارجية
- الموقع الرسمي